# Зигхарт, Мартин
Мартин Зигхарт (нем. Martin Sieghart; род. 12 марта 1961, Вена) — австрийский дирижёр.

## Биография
Получил музыкальное образование как инструменталист, с 1975 года играл на виолончели в Венском симфоническом оркестре. Одновременно основал собственный вокально-инструментальный камерный ансамбль, с которым исполнял произведения Иоганна Себастьяна Баха. В 1986 году дебютировал как дирижёр с Венским симфоническим оркестром.
В 1990—1995 гг. возглавлял Штутгартский камерный оркестр. Одновременно в 1992—2002 гг. главный дирижёр Брукнеровского оркестра Линца и постоянный дирижёр Линцской оперы. В 2003—2009 гг. возглавлял Арнемский филармонический оркестр. Одновременно в 2005—2008 гг. руководил камерным оркестром Spirit of Europe, действовавшим в федеральной земле Нижняя Австрия. Был также музыкальным руководителем фестиваля «Моцарт в Райнсберге» и проводившегося в разных австрийских городах фестиваля EntArteOpera, посвящённого операм, запрещённым в нацистской Германии.
Записал три симфонии Йозефа Гайдна с Штутгартским камерным оркестром, три симфонии Антона Брукнера с Брукнеровским оркестром Линца, три симфонии Густава Малера с Арнемским филармоническим оркестром и т. д.
Кавалер Австрийского почётного креста «За науку и искусство» 1 класса (2002).